# Sabaton
Sabaton [ˈsabaˌton] — шведская хэви-пауэр-метал группа, основанная в декабре 1999 года. Основной темой для песен являются войны, отдельные сражения и подвиги. Одна из самых популярных групп Швеции. Название группы в переводе с английского означает латный ботинок, часть рыцарских доспехов.

## История группы

### От образования до первого альбома
Группа Sabaton была сформирована ещё в декабре 1999 года в городе Фалун, Швеция, когда члены группы под названием Aeon начали реформироваться и готовиться к предстоящей первой записи в Moon Music Studio. Члены-основатели Aeon объединили свои силы с Оскаром Монтелиусом и Йоакимом Броденом в течение года, который видел несколько смен состава, и парни решили начать новую жизнь и изменили название группы на Sabaton. С тех пор и до 2012 года состав группы практически не менялся — в 2001 году к группе присоединился ударник Даниель Мёллбак. В 2012 году состав группы сильно поменялся: из прежнего состава остались только двое.
В 2001 году группа была готова для записи нового материала, и на этот раз они обратились к Томми Tегтгрену, который должен был играть определённую роль в создании музыки Sabaton, и вместе они записывают вторую часть демо Fist for Fight, который был выпущен Underground Symphony в том же году.
Когда в 2002 году группа вернулась в Abyss Studios, Томми Tэгтгрен решил записать дебютный альбом Metalizer, который должен был быть выпущен позднее в том же году, но он не попал в магазины, а вышел только 5 лет спустя.
В 2004 году, после бесчисленных часов репетиций, группа устала ждать релиза Metalizer, так и не вышедший в срок, и взяла дело в свои руки.

### Primo Victoria
Без поддержки лейбла, Sabaton вернулись в Abyss Studios и записали альбом Primo Victoria, название которого в вольном переводе означает: «первая победа», или «начало победы».
В принципе, это название можно считать определяющим стиль и тематику группы — войны.
Группа подписала контракт с лейблом Black Lodge в 2005 году, тогда же вышел их первый релиз Primo Victoria.
В начале 2005 года, незадолго до выхода альбома, в группу был принят клавишник Дэниель Мюр. До этого фронтмен группы, Йоаким Броден, совмещал игру на клавишных с пением.
В 2005 состоялся первый концерт Sabaton за пределами Швеции.

### Attero Dominatus,Metalizer
В середине 2006 года вышел альбом Attero Dominatus, и группа отправилась в свой первый европейский тур. И хотя тур был непродолжительным, он был настолько успешен, что второй был назначен сразу после первого. У группы осталось время только на то, чтобы приехать в Швецию и провести три шоу с победителями Евровидения-2006, Lordi.
Тур Attero Dominatus продолжился в Швеции. С наступлением 2007 года началось новое турне. На этот раз Sabaton выступал вместе с Therion и Grave Digger. Тур проходил также в странах, где они прежде не выступали.
Когда группа была в туре с Therion и Grave Digger, переговоры между Black Lodge и Underground Symphony были успешно завершены, и дебютный альбом Sabaton Metalizer, в котором не было ни одной песни о войне, был выпущен в 2007 году, через 5 лет после его записи.
На этот раз Sabaton отправился в большой европейский тур, который называется «Metalizing Europe», на котором группа не осталась незамеченной и была главной на многих крупных фестивалях по всей Европе.

### The Art of War, рост популярности
В конце 2007 года Sabaton показывается мало, проводя всего несколько концертов, чтобы оставаться в форме, и 3 выступления на европейском турне Немецкой power-metal группы Helloween. Они стали сосредотачиваться на создании нового альбома, The Art of War. Альбом был основан на более чем 2500-летних строках Сунь-цзы, «Искусство войны», и песни должны были следовать той же формуле и делать некоторые фразы из трактата Сунь-Цзы главной мыслью текста.
В январе 2007 года группа вернулась в Abyss Studios, снова начали работать с Томми Тэгтгреном для записи, а также участвовал брат Томми, известный продюсер и музыкант Петер Тэгтгрен (Hypocrisy, Pain и др.), для создания «миксов».
Сингл Cliffs Of Gallipoli с выходом в свет взлетел на первую строчку шведских чартов, а позже вышел сам альбом.
Альбом The Art of War стал коммерчески самым успешным в творчестве группы, получив множество положительных отзывов. Группа была номинирована на шведскую премию «Грэмми».
С мая 2008 по декабрь 2009 года Sabaton провели более 160 концертов в более чем 20 странах, группа получила почётное гражданство от польского правительства, гастролировала с HammerFall и Dragonforce.

### Coat of Armsи переиздания прошлых альбомов
Несмотря на то, что группа активно гастролировала, творческий процесс не прекращался, и в конце 2009 года группа была готова к записи своего нового альбома Coat of Arms.
Во второй половине 2009 года группа обратилась к своим поклонникам с просьбой прислать идеи для них, группа получила тысячи писем и при подготовке к новому альбому, позже они подписали договор с лейблом Nuclear Blast.
Студия Moon Music Studio была заброшена в то время, и группа решила создать свою собственную студию на том же месте, и таким образом, группа возвращается туда, где они начали свою карьеру 10 лет назад.
Песни и музыка были написаны в 2009 году, и в январе 2010 года группа отправилась обратно в Abyss Studios записывать ударные, на этот раз с Петером Тэгтгреном, а затем возвратились в студию, которую в Sabaton в шутку называли «орлиным гнездом».
В начале февраля 2010 года Фредрик Нордстрем, при содействии Эндрю Хейболла, записывает альбом вместе с Sabaton в студии Boomtown, и когда альбом был отшлифован Мастерами Аудио, окончательный альбом Coat of Arms был отправлен в Nuclear Blast.
В сентябре 2010 года альбомы Primo Victoria, Attero Dominatus, Metalizer, The Art of War были переизданы. В них появились ранее неизданные песни и live-записи.
12 мая 2011 года группа провела свой первый концерт в России (Санкт-Петербург, Ледовый дворец), выступив на разогреве у легендарных Scorpions. Группа выступила на разогреве у Scorpions и на последующем концерте в России 26 мая 2011 года в московском спорткомплексе «Олимпийский».

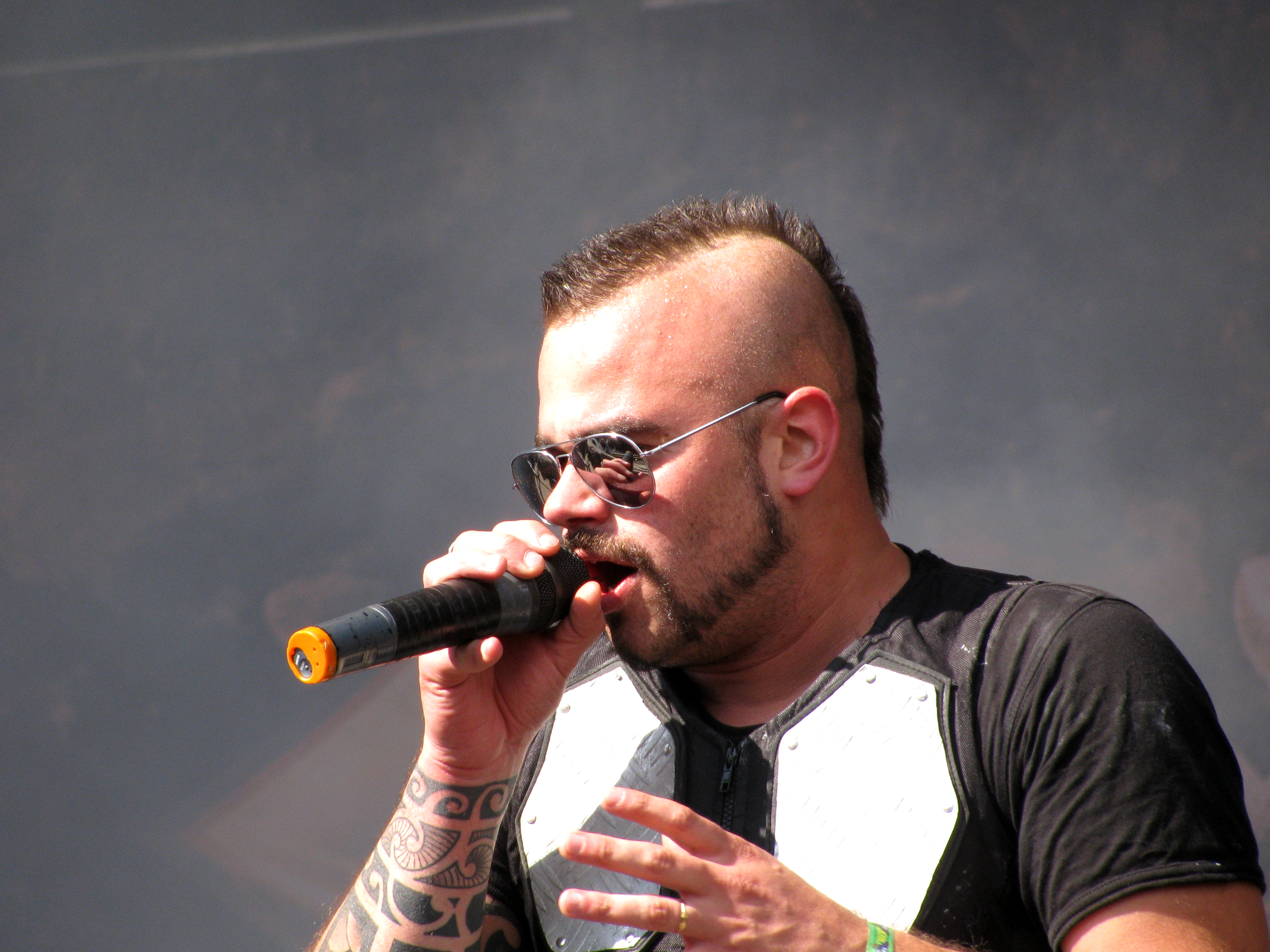
Йоаким Броден на Global East Rock Festival 2010

### Carolus Rex, перемены в группе, Swedish Empire Tour
31 марта 2012 года было официально объявлено о том, что изменяется состав группы. Вместо ушедших гитаристов Оскара Монтелиуса и Рикарда Сундена, ударника Даниеля Муллбэка и клавишника Даниеля Мюра в группу пришли гитаристы Крис Рёланд и Тоббе Энглунд, а также ударник Роббан Бэк. Поиски клавишника продолжаются.
18 апреля 2012 года в свет выходит сборник Metalus Hammerus Rex, a 22 мая — седьмой студийный альбом Carolus Rex, записанный ещё в предыдущем составе. Альбом вышел на шведском и английском языках. В туре по Европе песни с нового альбома исполняются в основном на английском, разве что в Швеции они исполняются на шведском языке.
Вышедшие из Sabaton участники основали собственный проект Civil War, и пригласили вокалиста из группы Astral Doors Нильса Патрика Юханссона и басиста Стефана Эриксона. 13 ноября вышел дебютный EP Rome is Falling Бас-гитарист Пер Сундстрём объясняет смену состава группы «недостатком мотивации, желанием посидеть дома».
В ноябре 2012 года ударник Роббан Бэк на время покидает группу, чтобы уделить больше внимания родившемуся ребёнку. Вместо него в тур с группой временно отправляется музыкант Сноуи Шоу.
На фестивале Metaltown Петер Тэгтгрен выступает вместе с группой в качестве второго вокалиста.

### Swedish Empire Live
23 сентября 2013 года выходит второй концертный альбом группы, названный Swedish Empire Live. Он состоит из CD, Blu-ray и DVD-дисков. CD-диск включает в себя аудиозаписи с концерта в Вудстоке в 2012 году, DVD — 70 эпизодов концертного тура группы по Европе, а Blu-ray — записи концертов в Гётеборге (на котором к группе присоединяется Сноуи Шоу), Оберхаузене и Вудстоке, а также нарезку видео с некоторых других концертов.
14-15 ноября на фестивале Metal Hammer Paradise с группой выступает их новый ударник — Ханнес Ван Дал, участник группы Downthrust и бывший ударник Evergrey.

### Heroes
В январе 2014 был анонсирован альбом «Heroes», который вышел 16 мая 2014. Альбом был посвящён героям войны, в том числе советским «Ночным ведьмам», финскому солдату Лаури Тёрни, бразильским бойцам экспедиционного корпуса и другим. Всего в нём было 10 основных песен и два бонус-трека — перепетая вновь песня альбома Metalizer 7734 и песня, посвящённая группе Manowar — Man Of War.
В 2015 году группа выступила в аннексированном Россией Крыму, что явилось предметом критики на родине группы, так от сотрудничества с группой отказались шведские вооружённые силы, был отменён концерт группы. В начале 2023 песню «Carolus Rex» убрали из официального списка Spotify, представляющего Швецию, по словам пресс-секретаря правительства «нет никакого желания ассоциировать страну с группой, которая выступала на аннексированной территории у приближённых к Путину байкеров»

### The Last Stand
29 апреля 2016 года на официальном сайте появилась информация о выходе нового альбома. Релиз альбома «The Last Stand» состоялся 19 августа 2016 года. В него, как и прежде, вошли песни, посвящённые военным событиям и героям: битве при Бэннокбёрне, бою у высоты 3234, крылатым гусарам и другим.

### The Great War

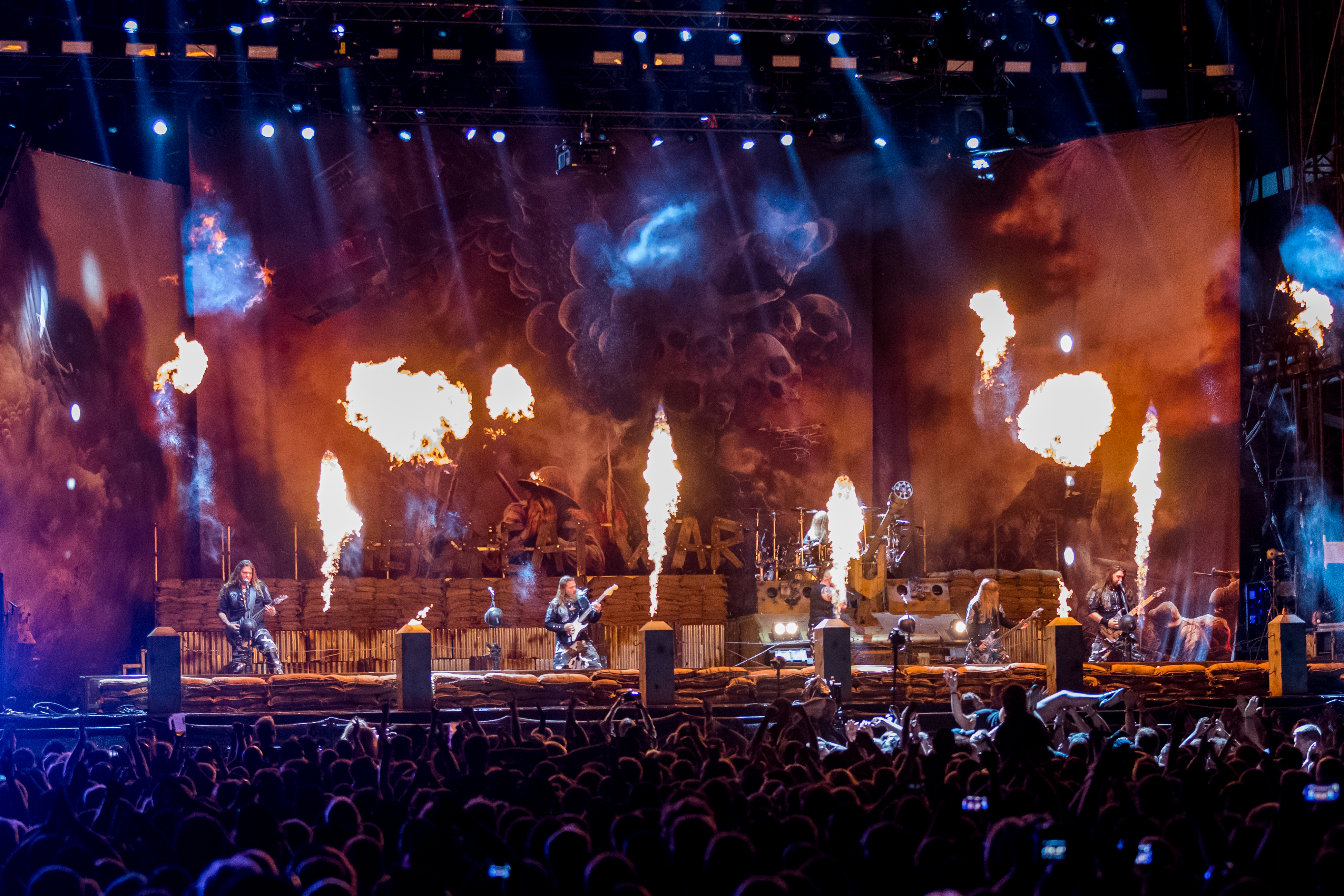
Sabaton на Wacken Open Air 2019.

2 апреля 2019 года был анонсирован новый концептуальный альбом, который полностью будет посвящён событиям Первой мировой войны. По словам участников группы, запись нового альбома началась 11 ноября 2018 года, то есть ровно через сто лет после окончания Первой мировой. Альбом получил название The Great War.
22 апреля 2019 года на официальном канале группы на YouTube вышел клип на сингл «Bismarck». Песня повествует об уничтожении немецкого военного корабля «Бисмарк». Графическими эффектами в клипе занималась компания Wargaming.
3 мая 2019 года на том же канале вышел ещё один сингл — «Fields of Verdun». Песня написана про битву при Вердене, которая продлилась 303 дня и унесла жизни 700 тысяч человек.
14 июня 2019 года вышел очередной сингл, с названием «The Red Baron». Песня была написана о первом асе Первой мировой войны, Манфреде фон Рихтгофене, чей самолёт имел полностью красный окрас.
28 июня 2019 года вышел четвёртый сингл под названием «The Great War». Песня написана от лица безымянного воина, сражающегося в Первой мировой войне.
17 июля 2019 года вышел пятый сингл под названием «The Attack of the Dead Men». Песня написана про один из героических эпизодов русской истории: оборону крепости Осовец, контратаку 13-й роты 226 Землянского полка, которая вошла в историю как «Атака мертвецов». За день до выпуска альбома российский кавер-исполнитель Radio Tapok в сотрудничестве с Sabaton выпустил клип на эту песню.
19 июля 2019 года вышел альбом «The Great War».
В начале августа на фестивале Wacken Open Air группа отыграла двухчасовой сет. Выступление стало уникальным благодаря тому, что Sabaton играл одновременно на двух сценах: на одной был нынешний состав группы, а на другой бывшие музыканты. Таким необычным выступлением Sabaton отметил своё двадцатилетие и юбилей фестиваля, который проводился в тридцатый раз.
В 2019—2020 группа отправилась в мировой тур, который был прерван из-за пандемии COVID-19, а часть концертов перенесена на конец 2020—начало 2021.

### Sabaton The Great Show 2021
19 ноября 2021 года Sabaton выпустил на двойном DVD/Blu-ray концертные релизы «The Great Show» и «The 20th Anniversary Show» — запись концертов проходила в рамках тура «The Great Tour».

### The War To End All Wars
14 августа 2021 года анонсирован альбом The War To End All Wars. 29 октября 2021 года вышел первый сингл под названием Christmas Truce. 7 января 2022 года выпущен второй сингл под названием Soldier of Heaven. 11 февраля 2022 опубликован третий сингл «The Unkillable Soldier».

Выход альбома состоялся 4 марта 2022 года на лейбле Nuclear Blast. Альбом посвящен событиям Первой мировой войны начала XX века. По словам вокалиста Йоакима Бродена, в релизе группы 2019 года «The Great War» ещё остались истории, связанные с теми событиями.
- В некоторых случаях у нас просто не было подходящей музыки. Мы хотели рассказать определённые истории, такие как «The Christmas Truce» или «Hellfighters». Кроме того, во время тура в поддержку «The Great War» мы услышали от наших фанов другие интересные истории о Первой мировой войне, которые мы раньше никогда не слышали и которые были настолько хороши, что мы спрашивали себя, как мы это пропустили, — рассказал о работе над альбомом Броден.

### Echoes Of The Great War
В сентябре 2022 года группа анонсировала выпуск серии мини-альбомов, которые вместе сформируют трилогию под названием «Echoes Of The Great War». В конце сентября 2022 анонсирован альбом Weapons Of The Modern Age. 30 сентября того же года вышел первый сингл под названием Father, повествующий о прусском учёном Фрице Габере, создателе химического оружия. В начале октября вышел мини-альбом Weapons Of The Modern Age состоящий из 6 песен. Этот альбом ознаменовал собой отправную точку эпической серии мини-альбомов.
20 января 2023 года группа выпустила мини-альбом Heroes of the Great War.
14 апреля 2023 года вышел мини-альбом Stories From The Western Front.
20 января 2024 года Sabaton объявили, что гитарист Томми Йоханссон покинет группу, чтобы сосредоточиться на других своих проектах, таких как Majestica, но останется выступать до тех пор, пока не будет объявлен следующий гитарист. 9 февраля 2024 года было объявлено, что бывший гитарист Тоббе Энглунд возвращается в группу вместо Йоханссона.

### Legends
12 ноября 2024 года группа анонсировала The Legendary Tour, который пройдёт в ноябре—декабре 2025 года.
12 апреля 2025 года группа анонсировала сингл Templars, посвящённый ордену тамплиеров и вышедший 25 апреля.
26 мая года был анонсирован сингл Hordes of Khan, посвящённый Чингисхану и вышедший 6 июня.
18 июля был анонсирован сингл The Duelist, включающий также две предыдущие песни и одну новую — Lightning at the Gates и вышедший 25 июля. Трек The Duelist посвящён Миямото Мисаси, а Lightning at the Gates — Ганнибалу и его переходу через Альпы.
25 июля был анонсирован альбом Legends, который выйдет 17 октября.

## Стиль
Группа является одним из основных популяризаторов и распространителей жанра баттл-метал. В музыкальном плане обозреватели и музыкальные критики характеризуют стиль группы либо как пауэр-метал, либо как хэви-метал.
На основе песен Sabaton было создано несколько десятков клипов военной тематики. Первая демозапись Fist for Fight и записанный в 2002 году альбом Metalizer исполнены в быстром, умеренно агрессивном ключе. В тот период у группы ещё не было уклона в сторону военной тематики текстов и имиджа. Первый опубликованный альбом Primo Victoria задал тон всему последующему творчеству музыкантов: чёткие, стройные гитарные рифы, мелодика клавишных, хоровые вставки в припевах, характерные жанру хэви-пауэр-метал.
Тематика песен — войны и отдельные сражения и подвиги. Основное творчество посвящено XX веку. Carolus Rex — концептуальный альбом, посвящённый Тридцатилетней и Северной войнам. The Last Stand — альбом про героические и зачастую самоубийственные оборонительные битвы (Битва при Сирояме, Фермопильское сражение, Бой у высоты 3234). Тексты песен повествуют в основном об истории войн, а также философии ведения войны (альбом The Art of War, песня «The Great War»), альбом Heroes посвящён доблести отдельных солдат или небольших формирований (Витольд Пилецкий [«Inmate 4859»], Лаури Аллан Терни [Solider Of 3 Armies] и другие). Альбом Metalizer, многие песни которого были записаны гораздо раньше, не имеют определённой тематики, в частности, есть песни, посвящённые назгулам и охоте на ведьм. Также в альбомах Metalizer, Primo Victoria, Attero Dominatus и Coat of Arms есть песни, посвящённые хэви-металу, в них обыгрываются названия музыкальных групп и песен, преимущественно классического хэви-метала. Концерты часто сопровождаются финальными фейерверками, между песнями фронтмен группы Йоаким Броден активно общается с публикой, создавая непринуждённую атмосферу.

## Состав группы

### Текущий
- Йоаким Броден (Joakim Brodén) — вокал (с 1999), клавишные (1999—2005, с 2012), ритм-гитара[40], бас-гитара[41];
- Пер Сундстрём (Pär Sundström) — бас-гитара (с 1999), бэк-вокал (с 2012);
- Крис Рёланд (Chris Rörland) — соло/ритм гитара, бэк-вокал (с 2012);
- Ханнес Ван Дал (Hannes Van Dahl) — ударные (с 2013);
- Тоббе Энглунд (Thobbe Englund) — соло/ритм гитара, бэк-вокал (2012—2016, с 2024).

### Бывшие участники
- Ричард Ларссон (Richard Larsson) — ударные (1999—2001);
- Рикард Сунден (Rikard Sundén) — соло/ритм гитара, бэк-вокал (1999—2012);
- Оскар Монтелиус (Oskar Montelius) — соло/ритм гитара, бэк-вокал (1999—2012);
- Даниель Муллбак (Daniel Mullback) — ударные, бэк-вокал[42] (2001—2012);
- Даниель Мюр (Daniel Mÿhr) — клавишные, бэк-вокал (2005—2012);
- Роббан Бэк (Robban Bäck) — ударные, перкуссия (2012—2013);
- Томми Юханссон (Tommy Johansson) — соло/ритм гитара, бэк-вокал (2017—2024).

### Сессионные музыканты
- Ричард Ларсон (Richard Larsson) — ударные (в туре 2006 года вместо Даниеля Муллбака);
- Кевин Фоли (Kevin Foley) — ударные (в туре 2011 года вместо Даниеля Муллбака);
- Роббан Бэк (Robban Bäck) — ударные (в туре 2011 года вместо Даниеля Муллбака);
- Фредерик Леклер (Frédéric Leclercq) — ритм-гитара, бэк-вокал (в туре 2011 года вместо Рикарда Сундена);
- Удо Диркшнайдер (Udo Dirkschneider) — вокал (в туре 2011 года на фестивале Rockstad Falun спел одну песню «Into The Fire»)[43];
- Сноуи Шоу (Snowy Shaw) — ударные, перкуссия (в туре 2012—2013 года вместо Роббана Бэка), вокал (в 2012 году на одном концерте Sabaton Cruise[40]);
- Билл Буффало (Bill Buffalo) — ударные (в туре на одном концерте Sabaton Cruise в 2012 году вместо Сноуи Шоу[40]);
- RADIO TAPOK (Олег Абрамов) — вокал (в туре 2020 года спел на русском языке куплеты в песне «The Attack of the Dead Men» в Москве и Санкт-Петербурге).

## Дискография
| Год  | Альбом                                                                | Позиция | Позиция | Позиция | Позиция | Позиция | Позиция |
| Год  | Альбом                                                                | SWE     | AUT     | FIN     | GER     | NOR     | SWI     |
| ---- | --------------------------------------------------------------------- | ------- | ------- | ------- | ------- | ------- | ------- |
| 2005 | Primo Victoria - Выпущен: 4 марта 2005 - Лейбл: Black Lodge Records   | 43      | —       | —       | —       | —       | —       |
| 2006 | Attero Dominatus - Выпущен: 28 июля 2006 - Лейбл: Black Lodge Records | 16      | —       | —       | —       | —       | —       |
| 2007 | Metalizer - Выпущен: 16 марта 2007 - Лейбл: Black Lodge Records       | 21      | —       | —       | —       | —       | —       |
| 2008 | The Art of War - Выпущен: 30 мая 2008 - Лейбл: Black Lodge Records    | 5       | —       | —       | —       | —       | —       |
| 2010 | Coat of Arms - Выпущен: 21 мая 2010 - Лейбл: Nuclear Blast            | 2       | 71      | 17      | 19      | —       | 33      |
| 2012 | Carolus Rex - Выпущен: 22 мая 2012 - Лейбл: Nuclear Blast             | 2       | 23      | 9       | 7       | 21      | 19      |
| 2014 | Heroes - Выпущен: 16 мая 2014 - Лейбл: Nuclear Blast                  | 1       | 11      | 2       | 3       | 13      | 7       |
| 2016 | The Last Stand - Выпущен 19 августа 2016 - Лейбл: Nuclear Blast       | 1       | 2       | 1       | 2       | 11      | 1       |
| 2019 | The Great War - Выпущен 19 июля 2019 - Лейбл: Nuclear Blast           | 1       | 2       | 3       | 1       | 4       | 1       |
| 2022 | The War to End All Wars - Выпущен 4 марта 2022 - Лейбл: Nuclear Blast | 1       | 1       | 1       | —       | —       | —       |
| 2025 | Legends - Выпущен 17 октября 2025 - Лейбл: Better Noise Music         | —       | —       | —       | —       | —       | —       |

### Мини-альбомы
- Weapons of the Modern Age (2022)
- Heroes of the Great War (2023)
- Stories From The Western Front (2023)

### Демо-сборник
- Fist for Fight (2000).

### Сборник лучших композиций
- Metalus Hammerus Rex (2012).

### Видеоальбомы
- World War Live: Battle of the Baltic Sea (2011);
- Swedish Empire Live (2013).
- Heroes on Tour (2016)

### Видеоклипы
- Attero Dominatus (2006);
- Counterstrike (2008);
- Cliffs Of Gallipoli (2008);
- 40:1 (2008);
- Uprising, совместно с Петер Стурмаре (2010);
- Screaming Eagles (2010);
- Coat of Arms (2010);
- To Hell and Back (2014);
- Night Witches (2014);
- Sparta (2016);
- Primo Victoria (2017) — режиссёр Зоран Бихач (совместно с Wargaming.net)
- Bismark (2019); (совместно с Wargaming.net)
- Fields of Verdun (2019);
- Seven Pillars Of Wisdom (2019);
- Livgardet (2021);
- The Royal Guard (2021);
- Defence of Moscow (2021);
- Steel Commanders (2021); (совместно с Wargaming.net)
- Christmas Truce (2021);
- Soldier Of Heaven (2022);
- The Unkillable Soldier (2022)
- Templars (2025)
- Hordes of Khan (2025)

### Синглы
- Masters of the World (2007);
- Cliffs Of Gallipoli (2008);
- Screaming Eagles (2010);
- Coat of Arms (2010);
- The Lion from the North (2012);
- Carolus Rex (2012);
- 40:1 (2013);
- To Hell And Back (2014);
- The Lost Battalion (2016);
- Blood of Bannockburn (2016);
- Bismarck (2019);
- Livgardet (2021);
- Defence of Moscow (2021) — кавер-версия оригинальной песни RADIO TAPOK, записанной «в стиле Sabaton»;
- Steel Commanders (2021);
- Christmas Truсe (2021);
- Soldier Of Heaven (2022);
- The Unkillable Soldier (2022)
- Father (2022)
- The First Soldier (2023)
- Templars (2025)
- Hordes of Khan (2025)
- The Duelist (2025)

### Концертные записи
- [Неизвестно] 2001 (Master of the World);
- Sweden Rock Festival 2005 (Primo Victoria);
- Masters of Rock 2007 (Primo Victoria);
- Masters of Rock 2008 (40:1, Panzerkampf);
- Live in Rockstad 2008 — https://www.youtube.com/watch?v=W5QjLPuMsp8 ;
- Graspop Metal Meeting 2008;
- Wacken Open Air 2008;
- Bloodstock Open Air 2009;
- Sweden Rock Festival 2010 (Cliffs of Gallipoli);
- Graspop Metal Meeting 2010;
- Hellfest Summer Open Air 2010 (Coat of Arms);
- Summer Breeze Festival 2010 (Cliffs of Gallipoli);
- Masters of Rock 2010 (Price of a Mile, Aces in Exile);
- Live in Poland 2010 (40:1);
- Graspop Metal Meeting 2012;
- Sweden Rock Festival 2012;
- Masters of Rock 2012 (Carolus Rex, Far From the Fame);
- Woodstock Festival 2012;
- Live in Oberhausen 2012;
- Live in Gothenburg 2012;
- Live in London 2012;
- Bloodstock Open Air 2013;
- Wacken Open Air 2013;
- Sabaton Cruise 2013 (Swedish Pagans);
- Wacken Open Air 2015.
- Great tour 2020

## Sabaton History
8 января 2019 года группа объявила о том, что запускает на сервисе YouTube канал Sabaton History, на котором планируется публиковать рассказы об исторических событиях, которые легли в основу их песен, а ведущим шоу стал американский историк Индиана Найделл. Первый выпуск, опубликованный 7 февраля, был посвящён песне 40:1 и обороне Визны. Через три дня была выпущена любительская русскоязычная озвучка к этому выпуску.
| Список выпусков «Sabaton History» | Список выпусков «Sabaton History»                | Список выпусков «Sabaton History»                                            | Список выпусков «Sabaton History»                                   | Список выпусков «Sabaton History»                 | Список выпусков «Sabaton History» | Список выпусков «Sabaton History» |
| №                                 | Песня выпуска                                    | Событие выпуска                                                              | Герои выпуска                                                       | Ведущие                                           | Дата выхода                       | Дата выхода                       |
| --------------------------------- | ------------------------------------------------ | ---------------------------------------------------------------------------- | ------------------------------------------------------------------- | ------------------------------------------------- | --------------------------------- | --------------------------------- |
| 1                                 | 40:1                                             | Оборона Визны                                                                | Владислав Рагинис                                                   | Пер Сундстрём и Индиана Найделл                   | 07 февраля 2019                   | 10 февраля 2019                   |
| 2                                 | Blood of Bannockburn                             | Битва при Бэннокбёрне                                                        | Роберт Брюс                                                         | Йоаким Броден и Индиана Найделл                   | 14 февраля 2019                   | 18 февраля 2019                   |
| 3                                 | Panzerkampf                                      | Курская битва                                                                | —                                                                   | Пер Сундстрём и Индиана Найделл                   | 21 февраля 2019                   | 24 февраля 2019                   |
| 4                                 | To Hell and Back                                 | Анцио-Неттунская операция                                                    | Оди Мерфи                                                           | Йоаким Броден и Индиана Найделл                   | 28 февраля 2019                   | 04 марта 2019                     |
| 5                                 | Last Dying Breath                                | Оборона Белграда                                                             | Драгутин Гаврилович                                                 | Пер Сундстрём и Индиана Найделл                   | 07 марта 2019                     | 12 марта 2019                     |
| 6                                 | Talvisota                                        | Зимняя война                                                                 | —                                                                   | Йоаким Броден и Индиана Найделл                   | 14 марта 2019                     | 17 марта 2019                     |
| 7                                 | Shiroyama                                        | Битва при Сирояме                                                            | Сайго Такамори                                                      | Йоаким Броден и Индиана Найделл                   | 21 марта 2019                     | 24 марта 2019                     |
| 8                                 | Smoking Snakes                                   | Северо-Итальянская операция                                                  | Бойцы Бразильского экспедиционного корпуса                          | Пер Сундстрём и Индиана Найделл                   | 28 марта 2019                     | 30 марта 2019                     |
| 9                                 | The Carolean’s Prayer                            | Северная война                                                               | Каролинская пехота                                                  | Йоаким Броден и Индиана Найделл                   | 04 апреля 2019                    | 07 апреля 2019                    |
| 10                                | Fields of Verdun                                 | Битва при Вердене                                                            | —                                                                   | Йоаким Броден и Индиана Найделл                   | 11 апреля 2019                    | 28 апреля 2019                    |
| 11                                | Saboteurs                                        | Атака на Веморк                                                              | —                                                                   | Пер Сундстрём и Индиана Найделл                   | 18 апреля 2019                    | —                                 |
| 12                                | Bismarck                                         | Судьба линкора «Бисмарк»                                                     | —                                                                   | Пер Сундстрём и Индиана Найделл                   | 25 апреля 2019                    | —                                 |
| 13                                | The Lost Battalion                               | Мёз-Аргоннское наступление                                                   | —                                                                   | Йоаким Броден и Индиана Найделл                   | 02 мая 2019                       | —                                 |
| 14                                | Counterstrike                                    | Шестидневная война                                                           | —                                                                   | Пер Сундстрём и Индиана Найделл                   | 09 мая 2019                       | —                                 |
| 15                                | The Red Baron                                    | —                                                                            | Часть I — «Красный Барон» Манфред фон Рихтгофен                     | Йоаким Броден и Индиана Найделл                   | 16 мая 2019                       | —                                 |
| 16                                | No Bullets Fly                                   | Инцидент с Чарльзом Брауном и Францем Штиглером                              | —                                                                   | Пер Сундстрём и Индиана Найделл                   | 23 мая 2019                       | —                                 |
| 17                                | Hearts of Iron                                   | Создание коридора для выхода гражданского населения из Берлина в 1945-м году | —                                                                   | Пер Сундстрём и Индиана Найделл                   | 30 мая 2019                       | —                                 |
| 18                                | A Ghost in the Trenches                          | —                                                                            | Фрэнсис Пегамагабо                                                  | Йоаким Броден и Индиана Найделл                   | 06 июня 2019                      | —                                 |
| 19                                | Great War                                        | Первая мировая война                                                         | —                                                                   | Пер Сундстрём и Индиана Найделл                   | 13 июня 2019                      | —                                 |
| 20                                | Rise of Evil                                     | Становление Третьего рейха                                                   | —                                                                   | Йоаким Броден и Индиана Найделл                   | 20 июня 2019                      | —                                 |
| 21                                | Gott Mit Uns                                     | Битва при Брейтенфельде Тридцатилетней войны                                 | —                                                                   | Пер Сундстрём и Индиана Найделл                   | 27 июня 2019                      | —                                 |
| 22                                | Far from the Fame                                | —                                                                            | Карел Яноушек                                                       | Йоаким Броден и Индиана Найделл                   | 04 июля 2019                      | —                                 |
| 23                                | Devil Dogs                                       | Битва при Белло Вуд                                                          | Корпус морской пехоты США                                           | Пер Сундстрём и Индиана Найделл                   | 11 июля 2019                      | —                                 |
| 24                                | Long Live the King                               | Загадочная смерть шведского короля Карла XII                                 | Карл XII                                                            | Йоаким Броден и Индиана Найделл                   | 18 июля 2019                      | —                                 |
| 25                                | Attero Dominatus                                 | Берлинская наступательная операция 1945 года                                 | —                                                                   | Пер Сундстрём и Индиана Найделл                   | 25 июля 2019                      | —                                 |
| 26                                | Screaming Eagles                                 | Оборона Бастони союзными войсками во время немецкого наступления в Арденнах  | 101-я воздушно-десантная дивизия армии США                          | Йоаким Броден и Индиана Найделл                   | 01 августа 2019                   | —                                 |
| 27                                | Purple Heart                                     | История и происхождение американской медали «Пурпурное сердце»               | —                                                                   | Пер Сундстрём и Индиана Найделл                   | 08 августа 2019                   | —                                 |
| 28                                | White Death                                      | —                                                                            | Симо Хяюхя                                                          | Йоаким Броден и Индиана Найделл                   | 15 августа 2019                   | —                                 |
| 29                                | 82nd All the Way                                 | —                                                                            | Элвин Йорк                                                          | Йоаким Броден и Индиана Найделл                   | 23 августа 2019                   | —                                 |
| 30                                | Stalingrad                                       | Сталинградская битва Великой Отечественной войны                             | —                                                                   | Йоаким Броден, Пер Сундстрём и Индиана Найделл    | 29 августа 2019                   | —                                 |
| 40                                | 1648                                             | Осада Праги в ходе Тридцатилетней войны                                      | —                                                                   | Йоаким Броден и Индиана Найделл                   | 07 ноября 2019                    | —                                 |
| 41                                | Sparta                                           | Фермопильское сражение                                                       | —                                                                   | Пер Сундстрём и Индиана Найделл                   | 14 ноября 2019                    | —                                 |
| 42                                | Inmate 4859                                      | —                                                                            | Витольд Пилецкий                                                    | Йоаким Броден и Индиана Найделл                   | 21 ноября 2019                    | —                                 |
| 43                                | Reign of Terror                                  | Операция «Буря в пустыне»                                                    | —                                                                   | Йоаким Броден и Индиана Найделл                   | 28 ноября 2019                    | —                                 |
| 44                                | The Last Stand                                   | Разграбление Рима в 1527 году                                                | Швейцарская гвардия                                                 | Пер Сундстрём и Индиана Найделл                   | 05 декабря 2019                   | —                                 |
| 45                                | Resist and Bite                                  | Бельгийская операция французской кампании                                    | Арденнские егеря                                                    | Пер Сундстрём и Индиана Найделл                   | 12 декабря 2019                   | —                                 |
| 46                                | Seven Pillars of Wisdom                          | —                                                                            | Лоуренс Аравийский                                                  | Йоаким Броден и Индиана Найделл                   | 19 декабря 2019                   | —                                 |
| 47                                | Panzer Battalion                                 | Вторжение США и их союзников в Ирак в 2003 году                              | —                                                                   | Пер Сундстрём и Индиана Найделл                   | 27 декабря 2019                   | —                                 |
| 48                                | Union (Slopes of St. Benedict)                   | Битва под Монте-Кассино                                                      | —                                                                   | Йоаким Броден и Индиана Найделл                   | 02 января 2020                    | —                                 |
| 49                                | Light in the Black                               | —                                                                            | Миротворческие силы ООН                                             | Пер Сундстрём и Индиана Найделл                   | 09 января 2020                    | —                                 |
| 50                                | Night Witches                                    | —                                                                            | 46-й гвардейский ночной бомбардировочный авиационный полк, часть I  | Йоаким Броден и Индиана Найделл                   | 18 января 2020                    | —                                 |
| 51                                | The Attack of the Dead Men                       | Атака мертвецов, часть I                                                     | —                                                                   | Пер Сундстрём и Индиана Найделл                   | 23 января 2020                    | —                                 |
| 52                                | Wehrmacht                                        | Военная машина нацистской Германии и армейская пропаганда                    | —                                                                   | Йоаким Броден и Индиана Найделл                   | 30 января 2020                    | —                                 |
| 53                                | Winged Hussars                                   | Венская битва                                                                | Крылатые гусары                                                     | Пер Сундстрём и Индиана Найделл                   | 13 февраля 2020                   | —                                 |
| 54                                | Wolfpack                                         | Часть I — Немецкий вариант тактики «волчья стая»                             | Битва за Атлантику (1939—1945)                                      | Йоаким Броден и Индиана Найделл                   | 13 февраля 2020                   | —                                 |
| 55                                | Back in Control                                  | Фолклендская война                                                           | —                                                                   | Пер Сундстрём и Индиана Найделл                   | 20 февраля 2020                   | —                                 |
| 56                                | The Future of Warfare                            | Танки в Первой Мировой Войне                                                 | —                                                                   | Индиана Найделл                                   | 27 февраля 2020                   | —                                 |
| 57                                | Poltava                                          | Полтавская битва                                                             | —                                                                   | Индиана Найделл                                   | 05 марта 2020                     | —                                 |
| 58                                | The Price of a Mile                              | Битва при Пашендейле                                                         | —                                                                   | Йоаким Броден и Индиана Найделл                   | 12 марта 2020                     | —                                 |
| 59                                | Aces In Exile                                    | —                                                                            | Пилоты-добровольцы в битве за Британию, часть I                     | Индиана Найделл                                   | 19 марта 2020                     | —                                 |
| 60                                | Aces In Exile                                    | —                                                                            | Пилоты-добровольцы в битве за Британию, часть II                    | Индиана Найделл                                   | 26 марта 2020                     | —                                 |
| 61                                | Into The Fire                                    | Война во Вьетнаме                                                            | —                                                                   | Индиана Найделл                                   | 03 апреля 2020                    | —                                 |
| 62                                | In Flanders Fields                               | Фландрское сражение                                                          | —                                                                   | Пер Сундстрём и Индиана Найделл                   | 09 апреля 2020                    | —                                 |
| 63                                | Diary of an Unknown Soldier и The Lost Battalion | Мёз-Аргоннское наступление                                                   | —                                                                   | Пер Сундстрём и Индиана Найделл                   | 16 апреля 2020                    | —                                 |
| 64                                | Soldier of 3 Armies                              | Часть I — Зимняя война                                                       | Лаури Тёрни                                                         | Йоаким Броден и Индиана Найделл                   | 25 апреля 2020                    | —                                 |
| 65                                | Soldier of 3 Armies                              | Часть II — Война-продолжение                                                 | Лаури Тёрни                                                         | Йоаким Броден и Индиана Найделл                   | 30 апреля 2020                    | —                                 |
| 66                                | Soldier of 3 Armies                              | Часть III — Вьетнамская война                                                | Лаури Тёрни                                                         | Йоаким Броден и Индиана Найделл                   | 07 мая 2020                       | —                                 |
| 67                                | Fields of Verdun                                 | Битва при Вердене                                                            | Вооружение                                                          | Пер Сундстрём и Индиана Найделл                   | 14 мая 2020                       | —                                 |
| 68                                | Angels Calling                                   | Первая мировая война, часть II                                               | Вооружение                                                          | Пер Сундстрём и Индиана Найделл                   | 21 мая 2020                       | —                                 |
| 69                                | Night Witches                                    | —                                                                            | 46-й гвардейский ночной бомбардировочный авиационный полк, часть II | Пер Сундстрём, Спартакус Олссон и Индиана Найделл | 28 мая 2020                       | —                                 |
| 70                                | The Ballad Of Bull                               | Часть I — Кампания на Папуа — Новая Гвинея                                   | Лесли «Бык» Аллен                                                   | Пер Сундстрём и Индиана Найделл                   | 04 июня 2020                      | —                                 |
| 71                                | 1648                                             | Осада Праги в конце Тридцатилетней войны, часть II                           | Эпидемии в воюющих армиях                                           | Пер Сундстрём и Индиана Найделл                   | 12 июня 2020                      | —                                 |
| 72                                | Hill 3234                                        | Бой у высоты 3234 во время Афганской войны                                   | —                                                                   | Йоаким Броден и Индиана Найделл                   | 18 июня 2020                      | —                                 |
| 73                                | Ghost Division                                   | 7-я танковая дивизия Эрвина Роммеля                                          | —                                                                   | Йоаким Броден и Индиана Найделл                   | 25 июня 2020                      | —                                 |
| 74                                | Nuclear Attack                                   | Атомные бомбардировки Хиросимы и Нагасаки                                    | —                                                                   | Йоаким Броден и Индиана Найделл                   | 02 июля 2020                      | —                                 |
| 75                                | Primo Victoria                                   | «День Д» операции «Оверлорд»                                                 | —                                                                   | Йоаким Броден и Индиана Найделл                   | 09 июля 2020                      | —                                 |
| 76                                | Uprising                                         | Часть I — Варшавское восстание (1944)                                        | —                                                                   | Йоаким Броден и Индиана Найделл                   | 16 июля 2020                      | —                                 |
| 77                                | The Ballad of Bull                               | Часть II — Военные медики                                                    | Лесли «Бык» Аллен                                                   | Пер Сундстрём и Индиана Найделл                   | 24 июля 2020                      | —                                 |
| 78                                | Coat Of Arms                                     | Итало-греческая война                                                        | —                                                                   | Йоаким Броден и Индиана Найделл                   | 30 июля 2020                      | —                                 |
| 79                                | 40:1                                             | Оборона Визны, часть II                                                      | —                                                                   | Пер Сундстрём и Индиана Найделл                   | 06 августа 2020                   | —                                 |
| 80                                | The End of the War to End All Wars               | Потери в Первой мировой войне                                                | —                                                                   | Йоаким Броден и Индиана Найделл                   | 13 августа 2020                   | —                                 |
| 81                                | Uprising                                         | Часть II — Освобождение Парижа (1944)                                        | —                                                                   | Пер Сундстрём и Индиана Найделл                   | 20 августа 2020                   | —                                 |
| 82                                | Killing Ground                                   | Битва при Фрауштадте                                                         | —                                                                   | Йоаким Броден и Индиана Найделл                   | 27 августа 2020                   | —                                 |
| 83                                | The Final Solution                               | Окончательное решение еврейского вопроса                                     | —                                                                   | Пер Сундстрём и Индиана Найделл                   | 03 сентября 2020                  | —                                 |
| 84                                | Carolus Rex                                      | Восхождение на трон Карла XII                                                | —                                                                   | Пер Сундстрём и Индиана Найделл                   | 10 сентября 2020                  | —                                 |
| 85                                | The Last Battle                                  | Битва у замка Иттер                                                          | —                                                                   | Йоаким Броден и Индиана Найделл                   | 17 сентября 2020                  | —                                 |
| 86                                | In the Name of God                               | Борьба с международным терроризмом                                           | —                                                                   | Пер Сундстрём и Индиана Найделл                   | 24 сентября 2020                  | —                                 |
| 87                                | Metal Machine                                    | Песня-трибьют хеви-металу                                                    | —                                                                   | Йоаким Броден и Индиана Найделл                   | 02 октября 2020                   | —                                 |
| 88                                | Ruina Imperii                                    | Падение Швеции после Северной войны                                          | —                                                                   | Пер Сундстрём и Индиана Найделл                   | 08 октября 2020                   | —                                 |
| 89                                | The Art of War                                   | Трактат Сунь-цзы «Искусство войны»                                           | —                                                                   | Йоаким Броден и Индиана Найделл                   | 15 октября 2020                   | —                                 |
| 90                                | The Lion From The North                          | —                                                                            | Густав II Адольф                                                    | Йоаким Броден, Индиана Найделл, Крис Рёланд       | 22 октября 2020                   | —                                 |
| 91                                | We Burn                                          | Боснийская война Югославских войн                                            | —                                                                   | Пер Сундстрём и Индиана Найделл                   | 29 октября 2020                   | —                                 |
| 92                                | —                                                | —                                                                            | Кристина Шведская                                                   | Йоаким Броден и Индиана Найделл                   | 05 ноября 2020                    | —                                 |
| 93                                | —                                                | Битва при Лунде                                                              | —                                                                   | Йоаким Броден и Индиана Найделл                   | 12 ноября 2020                    | —                                 |
| 94                                | —                                                | Калабалык                                                                    | Карл XII                                                            | Йоаким Броден и Индиана Найделл                   | 19 ноября 2020                    | —                                 |
| 95                                | The Attack of the Dead Men                       | Атака мертвецов, часть II                                                    | —                                                                   | Пер Сундстрём и Индиана Найделл                   | 26 ноября 2020                    | —                                 |
| 96                                | The Red Baron                                    | —                                                                            | Часть II — Лётчики-асы Первой мировой войны                         | Йоаким Броден и Индиана Найделл                   | 03 декабря 2020                   | —                                 |
| 97                                | The March to War                                 | Начало первой мировой войны                                                  | —                                                                   | Пер Сундстрём и Индиана Найделл                   | 10 декабря 2020                   | —                                 |
| 98                                | Firestorm                                        | Стратегические бомбардировки Гамбурга, Дрездена и Токио                      | —                                                                   | Йоаким Броден и Индиана Найделл                   | 17 декабря 2020                   | —                                 |
| 99                                | Swedish Pagans                                   | —                                                                            | Викинги                                                             | Томми Юхансонн и Индиана Найделл                  | 24 декабря 2020                   | —                                 |
| 100                               | Wolfpack                                         | —                                                                            | Часть II — «Волчья стая» Eisbär                                     | Пер Сундстрём и Индиана Найделл                   | 31 декабря 2020                   | —                                 |
| 101                               | —                                                | —                                                                            | —                                                                   | Индиана Найделл                                   | 07 января 2021                    | —                                 |
| 102                               | Livgardet                                        | —                                                                            | Шведская королевская лейб-гвардия                                   | Пер Сундстрём и Индиана Найделл                   | 13 марта 2021                     | —                                 |
| 103                               | Defence of Moscow                                | Битва за Москву                                                              | —                                                                   | Йоаким Броден и Индиана Найделл                   | 17 июня 2021                      | —                                 |
| 104                               | The Royal Guard                                  | Калабалык                                                                    | Шведская королевская лейб-гвардия                                   | Пер Сундстрём и Индиана Найделл                   | 10 июля 2021                      | —                                 |
| 105                               | —                                                | —                                                                            | Judas Priest                                                        | Йоаким Броден и Индиана Найделл                   | 16 августа 2021                   | —                                 |
| 106                               | Steel Commanders                                 | История развития танков Великобритании                                       | —                                                                   | Пер Сундстрём и Индиана Найделл                   | 24 сентября 2021                  | —                                 |
| 107                               | Christmas Truce                                  | Рождественское перемирие во время Первой мировой войны в 1914 году           | —                                                                   | Пер Сундстрём и Индиана Найделл                   | 24 декабря 2021                   | —                                 |
| 108                               | Soldier of Heaven                                | Белая пятница                                                                | —                                                                   | Пер Сундстрём и Индиана Найделл                   | 25 января 2022                    | —                                 |
| 109                               | The Unkillable Soldier                           | —                                                                            | Адриан Картон де Виар                                               | Йоаким Броден и Индиана Найделл                   | 21 марта 2022                     | —                                 |
| 110                               | Race To The Sea                                  | Бег к морю                                                                   | —                                                                   | Йоаким Броден и Индиана Найделл                   | 01 мая 2022                       | —                                 |
| 111                               | Versailles                                       | Версальский договор                                                          | —                                                                   | Йоаким Броден и Индиана Найделл                   | 01 июля 2022                      | —                                 |
| 112                               | —                                                | —                                                                            | Manowar                                                             | Йоаким Броден и Индиана Найделл                   | 11 сентября 2022                  | —                                 |
| 113                               | Father                                           | —                                                                            | Фриц Габер                                                          | Пер Сундстрём и Индиана Найделл                   | 29 сентября 2022                  | —                                 |
| 114                               | Dreadnought                                      | Ютландское сражение                                                          | HMS Dreadnought                                                     | Пер Сундстрём и Индиана Найделл                   | 09 ноября 2022                    | —                                 |
| 115                               | The Valley of Death                              | Дойранская эпопея                                                            | —                                                                   | Пер Сундстрём и Индиана Найделл                   | 01 декабря 2022                   | —                                 |
| 116                               | Sarajevo                                         | Покушение на Франца Фердинанда                                               | —                                                                   | Пер Сундстрём и Индиана Найделл                   | 03 января 2023                    | —                                 |
| 117                               | Lady of The Dark                                 | —                                                                            | Милунка Савич-Глигоревич                                            | Пер Сундстрём и Индиана Найделл                   | 02 февраля 2023                   | —                                 |